# Lubelski Pułk Obrony Terytorialnej
Lubelski Pułk Obrony Terytorialnej im. Aleksandra Szymańskiego – oddział obrony terytorialnej ludowego Wojska Polskiego.
Lubelski Pułk Obrony Terytorialnej został sformowany na podstawie rozkazu Ministra Obrony Narodowej Nr 010/OTK z dnia 6 maja 1963 roku i zarządzenia Szefa Sztabu Generalnego WP Nr 069/Org. z dnia 6 maja 1963 roku.
Jednostka została zorganizowana w terminie do dnia 30 maja 1963 roku, poza normami wojska, w Radzyniu Podlaskim, według etatu pułku OT kategorii „B”.
Minister obrony narodowej rozkazem Nr 11/MON z dnia 13 kwietnia 1966 roku nadał pułkowi imię Aleksandra Szymańskiego.
W połowie 1985 roku podjęto decyzję o rozwiązaniu pułku. Jednostkę zlikwidowano do końca stycznia 1986 roku.

## Struktura organizacyjna pułku
- dowództwo i sztab[5]
- 4-6 kompanii piechoty a. 3 plutony piechoty i pluton ckm
- kompania specjalna a. pluton saperów, pluton łączności i pluton chemiczny
- pluton zaopatrzenia